# Istituto Baha'i di Studi Superiori
L'Istituto di Studi Superiori Bahá'í (in inglese BIHE: Bahai Institute for Higher Education), comunemente conosciuto come Libera Università Bahá’í, è un'Università iraniana progettata e gestita dalla Comunità bahá’í per offrire istruzione superiore ai bahá'í iraniani che sono esclusi dall'accesso all'istruzione universitaria pubblica nel loro Paese. Fondato nel 1987, il BIHE offre numerosi corsi di laurea e programmi accademici di apprendimento e di ricerca in diverse discipline tra cui scienze, scienze sociali e arti. Nel 2011, grazie al contributo volontario di docenti accreditati presso università al di fuori dell'Iran, sono stati offerti 475 corsi con il supporto di ricercatori, insegnanti e consulenti. Le discriminazioni e le persecuzioni, nei confronti dei cittadini bahá’í in Iran, hanno radici profonde, risalenti al periodo del Báb, il Profeta precursore della Fede Bahá'í, fucilato a Tabriz il 9 luglio 1850. In quel periodo iniziale più di ventimila credenti subirono una barbara repressione. Da allora nessun regime iraniano ha risparmiato ai bahá’í iraniani angherie e persecuzioni, negando loro  i diritti civili e umani fondamentali. In questa situazione emerge una  beffarda e crudele ironia: i bahá’í di tutto il mondo amano l'Iran come culla della loro Fede, e operano in qualsiasi luogo, Iran compreso, per promuovere l'unità tra le nazioni e popoli sotto il segno  del sapere e della fratellanza universale. E' importante  sottolineato che, nonostante  la persistente repressione e le continue persecuzioni, la Comunità Bahá'í iraniana rappresenta  la minoranza religiosa più significativa del Paese.

## Corsi di studio
Come dichiara il sito ufficiale, l'Istituto offre diversi corsi di studio, su due livelli di laurea, organizzati in cinque dipartimenti:
- Corsi di Laurea:
  - Contabilità
  - Chimica Applicata
  - Architettura
  - Biologia e Scienze Mediche
  - Business Administration
  - Ingegneria Informatica
  - Informatica e Matematica
  - English Language Studies
  - Legge
  - Musica
  - Letteratura persiana e cultura iraniana
  - Psicologia
  - Scienze Farmaceutiche
  - Sociologia
  - Tecnica delle Costruzioni
  - Ingegneria dei Trasporti
  - Ingegneria dell 'Acqua e dei Rifiuti
- Corsi di Laurea Magistrale:
  - Business Administration (MBA)
  - Curriculum Development
  - Gestione della Costruzione
  - Psicologia dell'Educazione
  - Psicologia Generale
  - Neuroscienze
  - Salute Pubblica
  - Sociologia
  - Software Engineering
  - Tecnica delle Costruzioni

La maggior parte delle lezioni si svolge online.

l'Istituto è il primo membro iraniano del consorzio OpenCourseWare

## Sedi
All'inizio i corsi universitari avvenivano attraverso una comunicazione privata per non dire 'clandestina'. Inoltre nei corsi specialistici, scientifici o tecnici, piccoli gruppi di studio si riunivano in residenze private per condividere le loro esperienze. Dopo qualche tempo, l'università è stata in grado di istituire dei laboratori in edifici commerciali privati vicino a Teheran.

Per merito di un crescente numero di corsi offerti on-line, e grazie alle moderne tecnologie, gli studenti sono ora in grado di partecipare 'tranquillamente' alle lezioni tramite Internet.

## Incursioni nell'istituto da parte di autorità governative iraniane
Tra il 1987 e il 2005 le autorità iraniane interruppero e chiusero l'università privata diverse volte secondo il programma di soppressione della comunità Bahá'í in Iran. Fra il 30 settembre e il 3 ottobre 1998 il governo iraniano attraverso il Ministero dell'Informazione, ha dato inizio a una repressione più ampia, invadendo oltre 500 case bahá'í, sequestrando materiale didattico e arrestando più di 30 docenti.

La maggior parte di coloro che sono stati arrestati sono stati poi rilasciati, ma quattro di essi sono stati condannati a periodi di reclusione che variano da 3 a 10 anni. I docenti arrestati sono stati invitati a firmare un documento dove si dichiarava che il BIHE aveva smesso di lavorare a partire dal 29 settembre, e che loro non avrebbero mai più collaborato con l'Istituto, ma tutti hanno rifiutato di firmare tale dichiarazione.

Un duro attacco agli educatori BIHE è avvenuto il 22 maggio 2011. Dipendenti del Ministero dell'Intelligence iraniana sono entrati nelle case di almeno 30 membri del personale docente dell'università privata, sequestrando tutti il loro libri, computer e altre proprietà personali. Un totale di 16 educatori sono stati arrestati. Alcuni di essi sono stati trasferiti nel carcere di Evin e gli edifici di Tehran utilizzati come laboratori o per scopi accademici sono stati chiusi. Le perquisizioni e gli arresti sono avvenuti a Teheran, Zahedan, Sari, Isfahan e Shiraz. Secondo la CNN, nove degli arrestati sono stati poi rilasciati.

## L'Azione di Risposta
In seguito al rapporto del Segretario generale delle Nazioni Unite del 13 ottobre 2011 riguardo a "La situazione dei diritti umani nella Repubblica islamica dell'Iran", in cui sono stati citati i relativi episodi di violenze e in seguito alle iniziative del movimento Education Under Fire (EUF), i Premi Nobel Desmond Tutu e José Ramos-Horta hanno scritto una lettera aperta dove veniva richiesto l'immediato dissequestro dell'Istituto Bahá'í, e il rilascio dei docenti arrestati.
Un'altra azione di risposta consiste nella propaganda dei codici QR relativi al sito web "Hai la soluzione?" tratta di un sistema di informazione online , che si basa sull'invio di mail informative ai leader di vari paesi. Il progetto è stato avviato nell'agosto del 2011.
Un sito web correlato afferma che sono state inviate oltre 1.700 lettere con l'ausilio del sito Mashable. Un'altra azione di promozione è stata realizzata attraverso il sito web bahairights.org , il canale musulmano per i diritti dei Bahá'í.